# Présidence luxembourgeoise du Conseil des Communautés européennes en 1991
 (janvier 2024).
Si vous disposez d'ouvrages ou d'articles de référence ou si vous connaissez des sites web de qualité traitant du thème abordé ici, merci de compléter l'article en donnant les références utiles à sa vérifiabilité et en les liant à la section « Notes et références ».
La présidence luxembourgeoise du Conseil des Communautés européennes en 1991 est la neuvième présidence du Conseil des Communautés européennes assurée par le Luxembourg.
Le Luxembourg succède à l'Italie au siège de la présidence le 1er juillet 1990. La présidence suivante est assurée par les Pays-Bas à partir du 1er juillet 1991.